# Doctor Belisario Domínguez, Escuintla
Doctor Belisario Domínguez är en ort i Mexiko.   Den ligger i kommunen Escuintla och delstaten Chiapas, i den sydöstra delen av landet, 800 km sydost om huvudstaden Mexico City. Doctor Belisario Domínguez ligger 115 meter över havet och antalet invånare är 105.
Terrängen runt Doctor Belisario Domínguez är platt åt sydväst, men åt nordost är den kuperad. Runt Doctor Belisario Domínguez är det ganska tätbefolkat, med 62 invånare per kvadratkilometer. Närmaste större samhälle är Escuintla, 2,3 km nordväst om Doctor Belisario Domínguez. Omgivningarna runt Doctor Belisario Domínguez är en mosaik av jordbruksmark och naturlig växtlighet.